# Ligeophila
Ligeophila ist eine Gattung aus der Familie der Orchideen (Orchidaceae). Sie besteht aus 12 Arten krautiger Pflanzen, die im tropischen Amerika beheimatet sind.    

## Beschreibung
Die Arten der Gattung Ligeophila bilden ein Rhizom, das an den Nodien bewurzelt ist. Die Wurzeln sind fleischig und behaart. Das Rhizom setzt sich aufsteigend als beblätterter Spross fort. Die Laubblätter sind lanzettlich bis oval geformt, der Blattgrund umfasst den Spross.
Der endständige, traubige Blütenstand trägt meist viele, dicht beieinander sitzende Blüten. Die Blütenstandsachse ist kahl oder behaart und wird von wenigen Hochblättern umfasst. Die Tragblätter sind etwa so lang wie Fruchtknoten und der kurze Blütenstiel zusammen. Die Blüten sind resupiniert, die Blütenblätter sind frei. Die drei Sepalen sind etwa gleich geformt und gleich groß, auf der Außenseite behaart. Die seitlichen Petalen liegen dicht am oberen Petal an und formen eine Röhre oder Haube. Die Lippe bildet an der Basis einen Sporn. Die Lippe ist zweigeteilt: der basale Teil, das Hypochil, ist leicht schüsselförmig, der vordere Teil, das Epichil, ist zweilappig und ausgebreitet. Auf dem Hypochil, vor dem Eingang zum Sporn, befinden sich zwei längs verlaufende, fleischige Lamellen. Das Staubblatt enthält zwei keulenförmige Pollinien, die über Stielchen (Caudiculae) mit der großen Klebscheibe (Viscidium) verbunden sind. Die Narbe besteht aus zwei getrennten Flächen. Das Trenngewebe zwischen Narbe und Staubblatt (Rostellum) ist groß, dreieckig, an der Spitze zweilappig. Es ist gelenkig befestigt und wird von den Stielen der Pollinien so gehalten, dass die Narbe verdeckt ist. Werden die Pollinien entfernt, klappt das Rostellum nach oben und gibt die Narbenflächen frei.

## Vorkommen
Ligeophila ist im tropischen Amerika verbreitet. Im Norden wird noch Mexiko besiedelt, im Süden reicht das Areal bis nach Paraguay und ins nördliche Argentinien. Die Arten wachsen in der Humusschicht von feuchten Wäldern bis in Höhenlagen von 600 Meter.

## Systematik und botanische Geschichte
Ligeophila wird innerhalb der Tribus Cranichideae in die Subtribus Goodyerinae eingeordnet. Nach Dressler lässt sich diese weiter in zwei Gruppen unterteilen; Ligeophila steht zusammen mit der Mehrzahl der Gattungen, die nicht zwei deutlich getrennte Narbenflächen aufweisen, im Gegensatz zur Beschreibung von Ormerod und Cribb, wonach die Narbenflächen deutlich getrennt sind.
Die Gattung Ligeophila wurde 1977 von Leslie Garay in Bradea; Boletim do Herbarium Bradeanum Band 2, Teil 28, Seite 194 aufgestellt. Die Arten waren bis dahin zur Gattung Erythrodes gerechnet worden. Als Typusart wählte er Ligeophila stigmatoptera. Der Name setzt sich aus den griechischen Bestandteilen λυγαῖος  lyge, „Schatten“, und φίλος philo, „-liebend“, zusammen; er bezieht sich auf die bevorzugten Standorte der Pflanzen. Nach R. Govaerts sind alle Arten der Gattung heute in die Gattung Aspidogyne Garay zu stellen.
12 Arten wurden zu Ligeophila gezählt:
- Ligeophila amazonica Garay (Syn.: Aspidogyne amazonica (Garay) Meneguzzo): Venezuela.[2]
- Ligeophila bicornuta (Cogn.) Garay (Syn.: Aspidogyne bicornuta (Cogn.) Meneguzzo): Nördliches Brasilien.[2]
- Ligeophila clavigera (Rchb.f.) Garay (Syn.: Aspidogyne clavigera (Rchb.f.) Meneguzzo): Südliches Mexiko bis tropischen Südamerika. Es gibt zwei Varietäten.[2]
- Ligeophila jamesonii Garay (Syn.: Aspidogyne jamesonii (Garay) Meneguzzo): Kolumbien bis Ecuador.[2]
- Ligeophila juruenensis (Hoehne) Garay (Syn.: Aspidogyne juruenensis (Hoehne) Meneguzzo): Tropisches Südamerika bis Argentinien.[2]
- Ligeophila longibracteata Soroka (Syn.: Aspidogyne longibracteata (Soroka) Ormerod): Ecuador.[2]
- Ligeophila lutea Garay (Syn.: Aspidogyne lutea (Garay) Meneguzzo): Ecuador.[2]
- Ligeophila macarenae Ormerod (Syn.: Aspidogyne macarenae (Ormerod) Meneguzzo): Kolumbien.[2]
- Ligeophila peteriana (Cogn.) Garay (Syn.: Aspidogyne peteriana (Cogn.) Meneguzzo): Südöstliches Kolumbien, Guayana, Suriname und Französisch-Guayana.[2]
- Ligeophila rosea (Lindl.) Garay (Syn.: Aspidogyne rosea (Lindl.) Meneguzzo): Westliches Südamerika und Brasilien bis nordöstliches Argentinien.[2]
- Ligeophila stigmatoptera (Rchb.f.) Garay (Syn.: Aspidogyne stigmatoptera (Rchb.f.) Meneguzzo): Tropisches Südamerika.[2]
- Ligeophila umbraticola Garay (Syn.: Aspidogyne umbraticola (Garay) Meneguzzo): Südöstliches Kolumbien bis Bolivien.[2]

## Weiterführendes
- Liste der Orchideengattungen